# Crossandra fruticulosa
Crossandra fruticulosa är en akantusväxtart som beskrevs av Gustav Lindau. Crossandra fruticulosa ingår i släktet Crossandra och familjen akantusväxter. Inga underarter finns listade i Catalogue of Life.